# Lijst van onroerend erfgoed in Gent
Een overzicht van het onroerend erfgoed in Gent. Het onroerend erfgoed maakt deel uit van het cultureel erfgoed in België. De meer dan 9800 objecten zijn alfabetisch op straatnaam verdeeld:
- Lijst van onroerend erfgoed in Gent/A
- Lijst van onroerend erfgoed in Gent/B
- Lijst van onroerend erfgoed in Gent/Bu
- Lijst van onroerend erfgoed in Gent/C
- Lijst van onroerend erfgoed in Gent/D
- Lijst van onroerend erfgoed in Gent/E
- Lijst van onroerend erfgoed in Gent/F
- Lijst van onroerend erfgoed in Gent/G
- Lijst van onroerend erfgoed in Gent/H
- Lijst van onroerend erfgoed in Gent/I
- Lijst van onroerend erfgoed in Gent/J
- Lijst van onroerend erfgoed in Gent/K
- Lijst van onroerend erfgoed in Gent/Ka
- Lijst van onroerend erfgoed in Gent/Ko
- Lijst van onroerend erfgoed in Gent/L
- Lijst van onroerend erfgoed in Gent/M
- Lijst van onroerend erfgoed in Gent/N
- Lijst van onroerend erfgoed in Gent/O
- Lijst van onroerend erfgoed in Gent/P
- Lijst van onroerend erfgoed in Gent/R
- Lijst van onroerend erfgoed in Gent/S
- Lijst van onroerend erfgoed in Gent/Sint
- Lijst van onroerend erfgoed in Gent/T
- Lijst van onroerend erfgoed in Gent/UV
- Lijst van onroerend erfgoed in Gent/W
- Lijst van onroerend erfgoed in Gent/XYZ

De deelgemeentes kregen een afzonderlijke pagina:
- Lijst van onroerend erfgoed in Afsnee
- Lijst van onroerend erfgoed in Desteldonk
- Lijst van onroerend erfgoed in Drongen
- Lijst van onroerend erfgoed in Gentbrugge
- Lijst van onroerend erfgoed in Ledeberg
- Lijst van onroerend erfgoed in Mariakerke
- Lijst van onroerend erfgoed in Mendonk
- Lijst van onroerend erfgoed in Oostakker
- Lijst van onroerend erfgoed in Sint-Amandsberg
- Lijst van onroerend erfgoed in Sint-Denijs-Westrem
- Lijst van onroerend erfgoed in Wondelgem
- Lijst van onroerend erfgoed in Zwijnaarde